# ثيرابوتيون

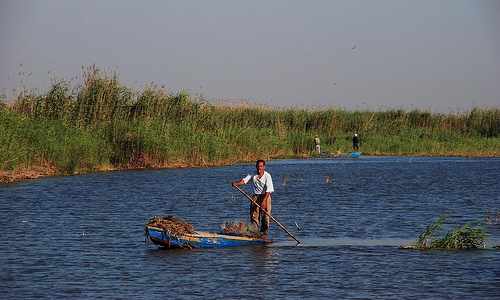
بحيرة مريوط اليوم.

الثيرابوتيون هم طائفة يهودية تواجدت في الإسكندرية ومناطق أخرى من العالم الإغريقي. يعد كتاب "الحياة التأملية" المنسوب للفيلسوف اليهودي فيلو السكندري المصدر الرئيسي للمعلومات عن الثيرابوتيين. ويبدو أن المؤلف كان على معرفة شخصية بهم. وصفهم المؤلف بأنهم "فلاسفة"، وذكر أن مجموعة منهم عاشت على تلة منخفضة بالقرب من بحيرة مريوط بالقرب من الإسكندرية في ظروف تشبه حياة النُسّاك ساكني القلايات والكهوف. وصفهم المؤلف بأنهم "الأفضل" وأنهم "صالحون تمامًا" و"متواجدون في أماكن كثيرة في العالم المأهول". غير أن المؤلف لم يكن متأكدًا من أصل الاسم، واعتقد أنه مشتق من كلمة "θεραπεύω" اليونانية والتي تعنى "الشفاء" أو "العبادة". كما أضاف وصف المؤلف لعقائدهم وممارساتهم الدينية الكثير من الغموض حول الدين الذي ارتبطوا به.
كان الثيرابوتيون يميلون إلى الإفراط في الزهد والتأمل، واتبعوا أسلوب حياة يشبه أسلوب الإسينيين وإن كانوا أكثر تشددًا منهم؛ وكان أعضائها من الجنسين، وكانوا يبحثون عن المعنى الباطني للنصوص اليهودية المقدسة، واهتموا بدراسة الأرقام ومضمونها الرمزي والروحي، ويقضون يومهم كله في العبادة والدراسة والتدريب على الشعائر. أما الوفاء بحاجة الجسد، فلم يكن يتم إلا في الظلام.

## الاسم
يعد المصطلح "Therapeutae" لاتينيًا اشتُقّ من الكلمة اليونانية "Therapeutai" (Θεραπευταί) التي استخدمها فيلو السكندري لتسميتهم. تعني كلمة "ثيرابوتيس" "الشخص الذي يُرافق الآلهة" على الرغم من الصفة المشتقة منها "ثيرابوتيكوس" يحمل معنى "الاهتمام بالشفاء" أو "العلاج" بالمعنى الروحي أو الطبي. كما استخدم الجمع المؤنث اليوناني "ثيرابوتريدس" للإشارة إلى أعضاء الطائفة من الإناث. قد يكون المصطلح "ثيرابوتاي" له علاقة بأتباع إله الطب الإغريقي أسقليبيوس في بيرغامون، أو بمن يعبدون إله الشفاء الإغريقي سيرابيس في ديلوس.

## وصلات خارجية
- Chisholm, Hugh, ed. (1911). "Therapeutae" . Encyclopædia Britannica (بالإنجليزية) (11th ed.). Vol. 26.